# جيروم آدامز
جيروم آدامز (بالإنجليزية: Jerome Adams)‏ هو طبيب تخدير أمريكي، ولد في القرن العشرين في أورانج ‏ في الولايات المتحدة.